# Tierra Colorada (Pacaipampa)
Tierra Colorada es un caserío peruano ubicado en el distrito de Pacaipampa, perteneciente a la provincia de Ayabaca del departamento de Piura, al norte del Perú.

## Ubicación
Tierra Colorada se ubica al sur de la provincia de Ayabaca, en el distrito de Pacaipampa, en el departamento de Piura.

## Demografía
En 2017 Tierra Colorada tenía una población de 68 habitantes.